# Luca Koleosho
Luca Warrick Daeovie Koleosho (Norwalk, 15 settembre 2004) è un calciatore statunitense naturalizzato italiano, attaccante del Burnley e della nazionale Under-21 italiana.

## Biografia
È nato a Norwalk, nello stato americano del Connecticut, da padre nigeriano e madre canadese di origini italiane.
La madre, Melissa Vallera, ha giocato a calcio nella NCAA e nella W-League, prima di intraprendere una carriera da allenatrice.

## Caratteristiche tecniche
È un'ala che agisce principalmente sulla fascia sinistra, ma può giocare in tutti i ruoli dell'attacco. Fa della velocità e del dribbling le sue doti migliori, pur essendo abile anche nel controllo di palla, nei passaggi e negli inserimenti. Ambidestro, è dotato di ottima intelligenza tattica, nonché di fiuto del gol.

## Carriera

### Club

#### Gli inizi
Koleosho inizia a giocare, a circa sette anni, nella squadra locale del Trumbull United, per poi unirsi ai Manhattan Kickers, scuola calcio di New York, in cui pratica sia il calcio a 11, sia quello a 5. Convinto da uno dei collaboratori dei Kickers, che all'epoca lavorava per il Barcellona, a sostenere una serie di provini in Spagna, nel 2016 viene ingaggiato dal Reus, dove però rimane escluso a lungo dagli incontri ufficiali a causa delle norme federali sui tesseramenti.

#### Espanyol

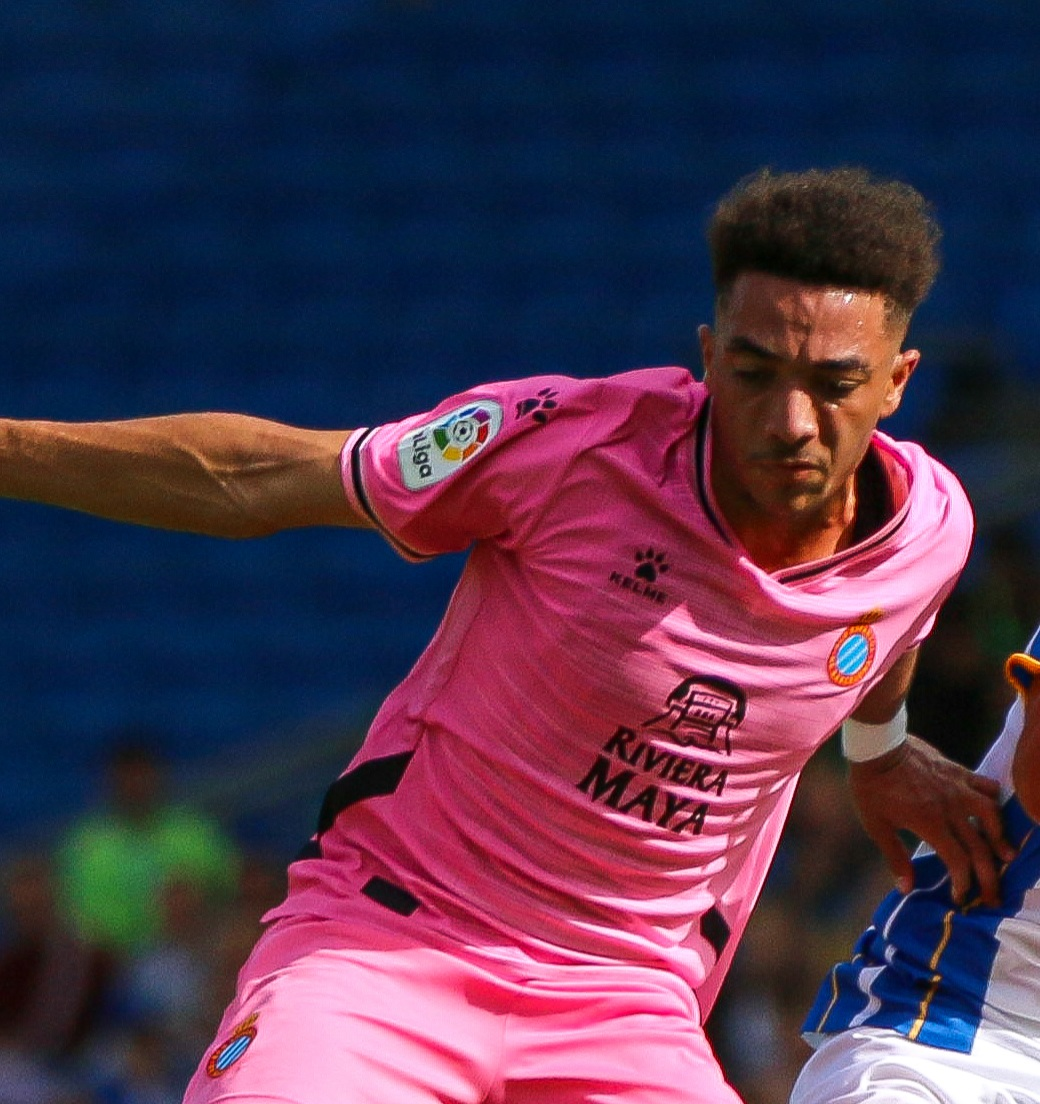
Koleosho all'Espanyol nel 2022

Nell'estate del 2020, Koleosho entra a far parte del settore giovanile dell'Espanyol, venendo ufficialmente tesserato una volta compiuti sedici anni. Qui, viene aggregato alla squadra Juvenil A da sotto-età, e nel giugno del 2021 firma il suo primo contratto da professionista con il club, valido per tre anni.
Nella stagione 2021-2022 contribuisce all'approdo in finale della Copa del Rey di categoria, in cui i Blanquiazules cedono al Real Madrid. Nella stessa annata inizia sia a giocare con la seconda squadra dell'Espanyol, sia ad ottenere le sue prime convocazioni in prima squadra. Il 22 maggio 2022, a 17 anni, debutta con l'Espanyol e fra i professionisti, sostituendo Javi Puado nei minuti di recupero dell'ultima sfida di campionato contro il Granada, conclusasi a reti inviolate.
Nella stagione successiva viene definitivamente promosso in prima squadra; nonostante una serie di infortuni, colleziona diverse presenze con la formazione bianco-blu lungo l'annata. Il 18 gennaio 2023 debutta in Copa del Rey, sostituendo ancora Puado al 68’ della sfida dei sedicesimi di finale in casa dell'Athletic Bilbao, persa per 1-0. Il 4 giugno seguente, invece, segna il suo primo gol fra i professionisti, trovando la rete nell'ultimo incontro di campionato con l'Almería, pareggiato per 3-3.

#### Burnley
Il 25 luglio 2023 viene acquistato per circa tre milioni di euro dal Burnley, in Premier League, con cui firma un contratto quadriennale. Debutta ufficialmente con i Clarets l'11 agosto seguente, nell'incontro di campionato con il Manchester City, perso per 3-0. Il 2 dicembre dello stesso anno, invece, segna il suo primo gol nella massima serie inglese, nella vittoria per 5-0 sullo Sheffield Utd. Tuttavia, cinque giorni dopo, subisce un grave infortunio al ginocchio nella partita di campionato contro il Wolverhampton, dovendo così saltare diversi mesi del girone di ritorno. Al termine dell'annata, il Burnley viene retrocesso in Championship dopo una sola stagione.
Tornando a disposizione del club inglese all'inizio della stagione 2024-2025, il 17 agosto 2024 Koleosho contribuisce con un gol alla vittoria per 5-0 in campionato sul Cardiff City.

### Nazionale
Per via delle sue origini, Koleosho ha potuto scegliere di rappresentare quattro nazioni diverse a livello internazionale: Stati Uniti, Canada, Italia e Nigeria.

#### Nazionale statunitense
Nel 2019, ha rappresentato la nazionale Under-15 statunitense, per poi partecipare ad uno stage con la rappresentativa Under-20 nell'aprile del 2022.

#### Nazionale canadese
Nel maggio del 2022, ha ricevuto la sua prima convocazione con la nazionale maggiore del Canada da parte del CT John Herdman, in occasione dell'amichevole contro l'Iran e le partite della CONCACAF Nations League contro Curaçao e Honduras. Tuttavia, l'attaccante ha lasciato il ritiro in seguito alla cancellazione sia del primo incontro amichevole (in seguito alla scoppio delle proteste anti-governative in Iran), sia del secondo, che avrebbe previsto una sfida contro Panama (poi annullata a causa dello sciopero della rosa canadese nei confronti della federazione).
Fra il maggio e il giugno del 2023, l'attaccante è stato nuovamente preso in considerazione dalla nazionale maggiore canadese, venendo incluso nella lista dei pre-convocati sia per le finali della CONCACAF Nations League, sia per la Gold Cup dello stesso anno, venendo poi escluso dalla lista definitiva dei convocati in entrambe le manifestazioni.

#### Nazionale italiana
Nel marzo del 2023, Koleosho ha accettato una convocazione da parte della nazionale Under-19 italiana, guidata da Alberto Bollini, per uno stage di preparazione alla Fase Élite di qualificazione agli Europei di categoria. Incluso nei selezionati per le suddette eliminatorie, ha quindi contribuito alla qualificazione degli Azzurrini alla fase finale del torneo. È stato poi incluso dal selezionatore Alberto Bollini nella rosa dell'Under-19 italiana partecipante agli Europei di categoria dello stesso anno a Malta; qui, ha contribuito alla vittoria del secondo titolo di categoria da parte degli Azzurrini.
Nel novembre del 2023, Koleosho ha ricevuto la sua prima convocazione con la nazionale Under-21 italiana, guidata da Carmine Nunziata; ha quindi esordito con gli Azzurrini il 21 novembre seguente, subentrando a Cher Ndour al 56º minuto della gara delle qualificazioni europee pareggiata (2-2) contro l'Irlanda a Cork. Nel giugno 2025 viene convocato per l'Europeo Under-21 organizzato in Slovacchia, dove realizza un gol nella gara dei quarti di finale persa per 3-2 ai supplementari contro la Germania.

## Statistiche

### Presenze e reti nei club
Statistiche aggiornate al 12 giugno 2025.
| Stagione          | Squadra           | Campionato        | Campionato | Campionato | Coppe nazionali | Coppe nazionali | Coppe nazionali | Coppe continentali | Coppe continentali | Coppe continentali | Altre coppe | Altre coppe | Altre coppe | Totale | Totale |
| Stagione          | Squadra           | Comp              | Pres       | Reti       | Comp            | Pres            | Reti            | Comp               | Pres               | Reti               | Comp        | Pres        | Reti        | Pres   | Reti   |
| ----------------- | ----------------- | ----------------- | ---------- | ---------- | --------------- | --------------- | --------------- | ------------------ | ------------------ | ------------------ | ----------- | ----------- | ----------- | ------ | ------ |
| 2021-2022         | Espanyol B        | SF                | 2          | 0          | -               | -               | -               | -                  | -                  | -                  | -           | -           | -           | 2      | 0      |
| 2022-2023         | Espanyol B        | SF                | 12         | 2          | -               | -               | -               | -                  | -                  | -                  | -           | -           | -           | 12     | 2      |
| Totale Espanyol B | Totale Espanyol B | Totale Espanyol B | 14         | 2          |                 | -               | -               |                    | -                  | -                  |             | -           | -           | 14     | 2      |
| 2021-2022         | Espanyol          | PD                | 1          | 0          | CR              | -               | -               | -                  | -                  | -                  | -           | -           | -           | 1      | 0      |
| 2022-2023         | Espanyol          | PD                | 4          | 1          | CR              | 1               | 0               | -                  | -                  | -                  | -           | -           | -           | 5      | 1      |
| Totale Espanyol   | Totale Espanyol   | Totale Espanyol   | 5          | 1          |                 | 1               | 0               |                    | -                  | -                  |             | -           | -           | 6      | 1      |
| 2023-2024         | Burnley           | PL                | 15         | 1          | FACup+CdL       | 0+0             | 0               | -                  | -                  | -                  | -           | -           | -           | 15     | 1      |
| 2024-2025         | Burnley           | FLC               | 28         | 2          | FACup+CdL       | 2               | 0               | -                  | -                  | -                  | -           | -           | -           | 30     | 2      |
| Totale Burnley    | Totale Burnley    | Totale Burnley    | 43         | 3          |                 | 2               | 0               |                    | -                  | -                  |             | -           | -           | 45     | 3      |
| Totale carriera   | Totale carriera   | Totale carriera   | 62         | 6          |                 | 3               | 0               |                    | -                  | -                  |             | -           | -           | 65     | 6      |

### Cronologia presenze e reti in nazionale
| Cronologia completa delle presenze e delle reti in nazionale ― Italia under 21 | Cronologia completa delle presenze e delle reti in nazionale ― Italia under 21 | Cronologia completa delle presenze e delle reti in nazionale ― Italia under 21 | Cronologia completa delle presenze e delle reti in nazionale ― Italia under 21 | Cronologia completa delle presenze e delle reti in nazionale ― Italia under 21 | Cronologia completa delle presenze e delle reti in nazionale ― Italia under 21 | Cronologia completa delle presenze e delle reti in nazionale ― Italia under 21 | Cronologia completa delle presenze e delle reti in nazionale ― Italia under 21 |
| Data                                                                           | Città                                                                          | In casa                                                                        | Risultato                                                                      | Ospiti                                                                         | Competizione                                                                   | Reti                                                                           | Note                                                                           |
| ------------------------------------------------------------------------------ | ------------------------------------------------------------------------------ | ------------------------------------------------------------------------------ | ------------------------------------------------------------------------------ | ------------------------------------------------------------------------------ | ------------------------------------------------------------------------------ | ------------------------------------------------------------------------------ | ------------------------------------------------------------------------------ |
| 21-11-2023                                                                     | Cork                                                                           | Irlanda under 21                                                               | 2 – 2                                                                          | Italia under 21                                                                | Qual. Europeo Under-21 2025                                                    | -                                                                              | 56’                                                                            |
| 15-10-2024                                                                     | Trieste                                                                        | Italia under 21                                                                | 1 – 1                                                                          | Irlanda under 21                                                               | Qual. Europeo Under-21 2025                                                    | -                                                                              | 76’                                                                            |
| 21-3-2025                                                                      | Venezia                                                                        | Italia under 21                                                                | 1 – 2                                                                          | Paesi Bassi under 21                                                           | Amichevole                                                                     | -                                                                              | 76’                                                                            |
| 24-3-2025                                                                      | Cittadella                                                                     | Italia under 21                                                                | 1 – 1                                                                          | Danimarca under 21                                                             | Amichevole                                                                     | -                                                                              | 71’                                                                            |
| 11-6-2025                                                                      | Trnava                                                                         | Italia under 21                                                                | 1 – 0                                                                          | Romania under 21                                                               | Europeo Under-21 2025 - 1º turno                                               | -                                                                              | 63’                                                                            |
| 14-6-2025                                                                      | Trnava                                                                         | Slovacchia under 21                                                            | 0 – 1                                                                          | Italia under 21                                                                | Europeo Under-21 2025 - 1º turno                                               | -                                                                              | 63’ 86’                                                                        |
| 22-6-2025                                                                      | Dunajská Streda                                                                | Germania under 21                                                              | 3 – 2 dts                                                                      | Italia under 21                                                                | Europeo Under-21 2025 - Quarti di finale                                       | 1                                                                              | 28’ 71’                                                                        |
| Totale                                                                         |                                                                                | Presenze                                                                       | 7                                                                              |                                                                                | Reti                                                                           | 1                                                                              |                                                                                |

## Palmarès

### Nazionale
- Campionato europeo Under-19: 1

Malta 2023